# مهرجان كان السينمائي 2013
الدورة السادسة والستين لمهرجان كان السينمائي حدثت من 15 إلى 26 مايو. ستيفن سبيلبرغ أختير ليكون رئيس لجنة التحكيم للمنافسة الرئيسية. المخرجة النيوزيلندية جين كامبيون تم أختيارها لتكون رئيسة لجنة التحكيم للأفلام القصيرة. المملثة الفرنسية أودري تاتو قدمت حفلي الأفتتاح والختام.
فاز كل من المخرج عبد اللطيف كشيش والممثلتين ليا سيدو وأديل إكساركوبولوس بالسعفة الذهبية عن فيلم حياة أديل (بالإنجليزية: Blue is the Warmest Colour)‏ في الدورة السادسة والستين من مهرجان كان السينمائي.

في خطوة غير مسبوقة قرر الحكام منح جائزة السعفة الذهبية للممثلتين الرئيسيتين للفيلم (عادة ممثلة واحدة) إضافة للمخرج.
أفتتح المهرجان مع غاتسبي العظيم،  وأختتم مع Zulu. ملصق الفيلم للمهرجان يظهر فيه بول نيومان وزوجته جوان وودوارد. حلقة بلينج للمخرجة صوفيا كوبولا افتتح قسم Un Certain Regard في المهرجان.
واستطاع الفيلم الفرنسى «الصورة المفقودة» (The Missing Picture) الذي أخرجه وكتبه ريثي بان أن يحصد جائزة قسم Un Certain Regard، أما جائزة لجنة التحكيم في نفس القسم اقتنصها الفيلم الفلسطيني عُمر، من كتابة وإخراج هاني أبو أسعد الذي سبق له أن أخرج فيلم الجنة الآن.
وحصد المخرج آلان جويراودي جائزة الإخراج عن فيلمه Stranger By The Lake الذي قام بتأليفه أيضاً. أما جائزة الموهبة فكانت من نصيب طاقم عمل الفيلم المكسيكي La Jaula de Oro للمخرج دييجو كويمادا دياز، في حين فاز بجائزة المستقبل من Un Certain Regard الفيلم الأمريكى Fruitvale Station للمخرج ريان سووجلير.

## الحكام

### الأفلام الطويلة
| الصورة | الاسم                       | المهنة               | الجنسية          |
| ------ | --------------------------- | -------------------- | ---------------- |
|        | ستيفن سبيلبرغ (رئيس الحكام) | مخرج ومؤلف و منتج    | الولايات المتحدة |
|        | دانيال أوتيل                | ممثل ومخرج           | فرنسا            |
|        | فيديا بالان                 | ممثلة                | الهند            |
|        | نعومي كاواسي                | مخرجة                | اليابان          |
|        | نيكول كيدمان                | ممثلة ومنتجة         | أستراليا         |
|        | أنج لي                      | مخرج ومؤلف و منتج    | تايوان           |
|        | كريستيان مونغيو             | مخرج ومؤلف و منتج    | رومانيا          |
|        | لين رمساي                   | مخرجة ومؤلفة و منتجة | المملكة المتحدة  |
|        | كريستوف فالتز               | ممثل                 | النمسا           |

### حكام الأفلام القصيرة
| الاسم                      | المهنة               | الجنسية   |
| -------------------------- | -------------------- | --------- |
| جين كامبيون (رئيسة الحكام) | مخرجة ومؤلفة         | نيوزيلندا |
| ماجدة عبدي                 | ممثلة ومخرجة و مؤلفة | إثيوبيا   |
| نيكوليتا براسكي            | ممثلة ومؤلفة         | إيطاليا   |
| نانديتا داس                | ممثلة ومخرجة         | الهند     |
| سميح كابلانولو             | مخرجة ومؤلفة         | تركيا     |

### حكام أن سرتان ريغارد
| الاسم                         | المهنة                                      | الجنسية  |
| ----------------------------- | ------------------------------------------- | -------- |
| توماس فانتربارغ (رئيس الحكام) | مخرج                                        | الدنمارك |
| إنريك غونزاليس ماشو           | منتج وموزع و مشغل                           | إسبانيا  |
| لوديفين سانييه                | ممثلة                                       | فرنسا    |
| إلدا سنتياغو                  | مديرة مهرجان ريو دي جانيرو السينمائي الدولي | البرازيل |
| زانج زيي                      | ممثلة                                       | الصين    |

### حكام الكاميرا الذهبية
| الاسم                      | المهنة                                                      | الجنسية |
| -------------------------- | ----------------------------------------------------------- | ------- |
| أنياس فاردا (رئيسة الحكام) | مخرجة                                                       | فرنسا   |
| ميشال أبراموفيتش           | مدير التصوير، وممثل عن أ أف سي                              | فرنسا   |
| غوينولي برونو              | مسؤول عن مبيعات شركة لإنتاج الصور والسينما، وممثل عن فيكام. | فرنسا   |
| إيزابيل كويكسيت            | مخرجة                                                       | إسبانيا |
| إريك غيرادو                | مخرجة، وممثلة عن جمعية مخرجي الأفلام                        | فرنسا   |
| كلوي رولوند                | ناقد، وممثل عن الإتحاد الفرنسي للنقاد السينمائيين           | فرنسا   |
| ريجيس فارنييه              | مخرج                                                        | فرنسا   |

## الأفلام المختارة

### الإختيار الرسمي
| العنوان بالإنكليزية                       | العنوان الأصلي                            | مخرج(ون)              | بلد الإنتاج / البلدان |
| ----------------------------------------- | ----------------------------------------- | --------------------- | --------------------- |
| الرب فقط من يغفر                          | Only God Forgives                         | نيكولاس ويندينج ريفين | France, Denmark       |
| فينوس في الفراء                           | La Vénus à la fourrure                    | رومان بولانسكي        | France                |
| داخل لوين ديفيس                           | Inside Llewyn Davis                       | الأخوان كوين          | United States         |
| بورجمان                                   | Borgman                                   | ألكس فان وارميردام    | Netherlands           |
| الجمال العظيم                             | La grande bellezza                        | باولو سورينتينو       | Italy, France         |
| خلف الأضواء                               | Behind the Candelabra                     | ستيفن سودربرغ         | United States         |
| نبراسكا                                   | Nebraska                                  | ألكسندر باين          | United States         |
| شابة وجميلة (فيلم)                        | Jeune & Jolie                             | فرانسوا أوزون         | France                |
| حياة أديل †                               | La vie d'Adèle: Chaptires 1 et 2          | عبد اللطيف كشيش       | France                |
| Shield of Straw                           | Wara no Tate                              | تاكاشي مايكه          | Japan                 |
| من شابه أباه فما ظلم                      | Soshite Chichi ni Naru                    | هيروكازو كوري إدا     | Japan                 |
| لمسة الخطيئة                              | Tian zhu ding                             | جا جنكي               | China                 |
| جريجري (فيلم)                             | Grigris                                   | محمد الصالح هارون     | Chad                  |
| The Immigrant                             | The Immigrant                             | جيمس غراي (كاتب)      | United States         |
| Heli                                      | Heli                                      | Amat Escalante        | Mexico                |
| الماضي (فيلم)                             | Le Passé                                  | أصغر فرهادي           | France                |
| Jimmy P: Psychotherapy of a Plains Indian | Jimmy P: Psychotherapy of a Plains Indian | أرنود ديبلشين         | France                |
| Michael Kohlhaas                          | Michael Kohlhaas                          | أرناود دي باليري      | France, Germany       |
| A Castle in Italy                         | Un château en Italie                      | فالريا بروني تيديسكي  | France                |
| العشاق فقط يبقون أحياء                    | Only Lovers Left Alive                    | جيم جارموش            | United States         |

### إختيار الخمسة العشر المخرج
| العنوان بالإنكليزية        | العنوان الأصلي                     | مخرج(ون)                | بلد الإنتاج             |
| -------------------------- | ---------------------------------- | ----------------------- | ----------------------- |
| A Strange Course of Events | A Strange Course of Events         | Raphaël Nadjari         | Israel, France          |
| Les Apaches                | Les apaches                        | Thierry de Peretti      | France                  |
| Até Ver a Luz              | Até ver a luz                      | Basil da Cunha          | Switzerland             |
| خراب أزرق                  | Blue Ruin                          | جيريمي سولنييه          | United States           |
| The Congress               | The Congress                       | اري فولمان              | Israel, Germany, Poland |
| The Dance of Reality       | La danza de la realidad            | أليخاندرو يودوروفسكي    | France                  |
| L'Escale*                  | L'escale                           | Kaveh Bakhtiari         | Switzerland, France     |
| La Fille du 14 Juillet*    | La fille du 14 Juillet             | Antonin Peretjako       | France                  |
| هنري ‏                      | Henri                              | يولاند مورو             | France                  |
| Ilo Ilo*                   | Ilo Ilo                            | أنتوني تشن (مخرج)       | Singapore               |
| Jodorowsky's Dune          | Jodorowsky's Dune                  | Franck Pavich           | France                  |
| Last Days on Mars*         | Last Days on Mars                  | Ruairi Robinson         | United Kingdom          |
| Me, Myself and Mum*        | Les garçons et Guillaume, à table! | جويلوم جالين            | France                  |
| Magic Magic                | Magic Magic                        | سباستيان سيلفا (موسيقي) | United States           |
| On the Job                 | On the Job                         | Erik Matti              | Philippines             |
| The Selfish Giant          | The Selfish Giant                  | Clio Barnard            | United Kingdom          |
| Tip Top                    | Tip Top                            | سيرج بين بوزون          | France                  |
| Ugly                       | Ugly                               | أنوراج كاشياب           | India                   |
| Un Voyageur                | Un voyageur                        | Marcel Ophüls           | France                  |
| The Summer of Flying Fish  | El verano de los peces voladores   | Marcela Said            | France, Chile           |
| We Are What We Are         | We Are What We Are                 | Jim Mickle              | United States           |

### إختيار أسبوع النقد
| English title                 | Original title               | Director(s)                       | Production country     |
| ----------------------------- | ---------------------------- | --------------------------------- | ---------------------- |
| Suzanne                       | Suzanne                      | Katell Quillévéré                 | France                 |
| For Those in Peril*           | For Those in Peril           | Paul Wright                       | United Kingdom         |
| The Dismantling               | Le Démantèlement             | Sébastien Pilote                  | Canada                 |
| The Owners*                   | Los Dueños                   | Agustín Toscano, Ezequiel Radusky | Argentina              |
| Nos héros sont morts ce soir* | Nos héros sont morts ce soir | David Perrault                    | France                 |
| صندوق الغداء (فيلم هندي)*     | Dabba                        | ريتيش باترا ‏                      | India, France, Germany |
| The Major                     | The Major                    | يوري بيكوف                        | Russia                 |
| سالفو ‏*                       | Salvo                        | Fabio Grassadonia, Antonio Piazza | Italy, France          |

### إختيار جمعية الأفلام المستقلة
| English title             | Original title                 | Director(s)        | Production country/countries |
| ------------------------- | ------------------------------ | ------------------ | ---------------------------- |
| The Bling Ring            | The Bling Ring                 | صوفيا كوبولا       | United States                |
| عمر                       | Omar                           | هاني أبو أسعد      | Palestine                    |
| Death March               | Death March                    | Adolfo Alix, Jr.   | Philippines                  |
| Fruitvale Station*        | Fruitvale Station              | رايان كوغلر        | United States                |
| Bastards                  | Les Salauds                    | كلير دينيس         | France                       |
| Norte, the End of History | Norte, hangganan ng kasaysayan | لاف دياز           | Philippines                  |
| As I Lay Dying            | As I Lay Dying                 | جيمس فرانكو        | United States                |
| Miele*                    | Miele                          | فاليريا غولينو     | Italy, France                |
| غريب البحيرة              | L'Inconnu du lac               | ألان جيراودي       | France                       |
| Bends*                    | Bends                          | Flora Lau          | Hong Kong                    |
| The Missing Picture †     | L'image manquante              | Rithy Panh         | Cambodia                     |
| The Golden Cage*          | La jaula de oro                | Diego Quemada-Diez | Mexico                       |
| Manuscripts Don't Burn    | Dast-Neveshtehaa Nemisoozand   | محمد رسول آف       | Iran                         |
| Sarah Prefers to Run*     | Sarah préfère la course        | Chloé Robichaud    | Canada                       |
| Grand Central             | Grand Central                  | Rebecca Zlotowski  | France                       |
| أرضي بفلفلها الحلو (فيلم) | My Sweet Pepperland            | هونر سليم          | France, Germany              |
| Wakolda                   | Wakolda                        | Lucía Puenzo       | Argentina, Spain             |
| Nothing Bad Can Happen*   | Tore tanzt                     | Katrin Gebbe       | Germany                      |

## الجوائز

### الجوائز الرسمية

#### جوائز الأفلام الطويلة
| الجائزة            | مقدمة إلى | الدولة            |
| ------------------ | --- | ----------------- |
| السعفة الذهبية     | حياة أديل للمخرج عبد اللطيف كشيش و في خطوة غير مسبوقة قرر الحكام إعطاء الجائزة أيضا إلى الممثلتين ليا سيدو و أديل إكساركوبولوس | فرنسا             |
| الجائزة الكبرى     | داخل لايوين دايفيس للمخرجين الأخوين جويل ديفيد و إيثان جيسي كوين                                                               | الولايات المتحدة  |
| جائزة أفضل ممثل    | للممثل بروس دارن عن فيلم نبراسكا                                                                                               | الولايات المتحدة  |
| جائزة أفضل ممثلة   | للممثلة بيرينيس بيجو عن فيلم الماضي                                                                                            | فرنسا · الأرجنتين |
| جائزة أفضل إخراج   | للمخرج أمات إسكلانت عن فيلم هيلي                                                                                               | المكسيك           |
| جائزة أفضل سيناريو | للمؤلف جيا تشانغك عن فيلم لمسة من الخطيئة                                                                                      | الصين             |
| جائزة لجنة التحكيم | مثل الوالد، مثل الإبن للمخرج هيروكازو كوريدا                                                                                   | اليابان           |

#### جوائز الأفلام القصيرة
| الجائزة                            | مقدمة إلى                                                                       | الدولة                    |
| ---------------------------------- | ------------------------------------------------------------------------------- | ------------------------- |
| جائزة أفضل فيلم قصير               | سايف للمخرج بيونغ غون مون.                                                      | كوريا الجنوبية            |
| جائزة لجنة التحكيم لأفضل فيلم قصير | وادي الحيتان للمخرج غودومندور أرنار غودومندسون 4°37 شمال للمخرج أدريانو فاليريو | آيسلندا/ الدنمارك · فرنسا |

#### جائزة الكاميرا الذهبية
| الجائزة          | مقدمة إلى                 | البلد    |
| ---------------- | ------------------------- | -------- |
| الكاميرا الذهبية | إلو إلو للمخرج أنتوني شان | سنغافورة |

#### جوائز أن سرتان ريغارد
| الجائزة               | مقدمة إلى                                                 | البلد            |
| --------------------- | --------------------------------------------------------- | ---------------- |
| جائزة أن سرتان ريغارد | الصورة المفقودة للمخرج ريتي بانه                          | كمبوديا          |
| جائزة الحكام          | عمر للمخرج هاني أبو أسعد                                  | فلسطين           |
| جائزة الإخراج         | للممثل والمخرج و المؤلف ألان غيرودي عن فيلم مجهول البحيرة | فرنسا            |
| جائزة الموهبة المعينة | لجميع ممثلي فيلم القفص الذهبي و للمخرج كيميندا دياز       | المكسيك          |
| جائزة المستقبل        | فرويتفال ستايشن للمخرج ريان كوغلر                         | الولايات المتحدة |

#### جوائز مؤسسات السينما
| الجائزة         | مقدمة إلى              | المؤسسة                                         |
| --------------- | ---------------------- | ----------------------------------------------- |
| الجائزة الأولى  | إبرة                   | معهد الفن بشيكاغو، الولايات المتحدة             |
| الجائزة الثانية | في انتظار ذوبان الجليد | إنساس، بلجيكا                                   |
| الجائزة الثالثة | باندي في الحوض         | أكاديمية الفيلم في براغ، التشيك يوناتس، رومانيا |

#### جوائز أسبوع النقد
| الجوائز                        | مقدمة إلى                                       | البلد   |
| ------------------------------ | ----------------------------------------------- | ------- |
| الجائزة الكبرى                 | سالفو للمخرجين فابيو غراسادونيا و أنتونيو بيازا | إيطاليا |
| جائزة ساسد                     | التفكيك للمخرج سيباستيان بيلوت                  | كندا    |
| جائزة الإكتشاف للأفلام القصيرة | تعال وإلعب للمخرج داريا بيلوفا                  | ألمانيا |
| جائزة كنال+ للأفلام القصيرة    | المتعة للمخرج نينجا ثيبارغ                      | السويد  |

#### جوائز الخمسة عشر مخرجا
| الجائزة                                   | مقدمة إلى                                          | البلد           |
| ----------------------------------------- | -------------------------------------------------- | --------------- |
| جائزة فن السينما (سيكاي) جائزة ساسد       | الأطفال وغيلوم، إلى الطاولة! للمخرج غيلوم غاليان   | فرنسا/ بلجيكا   |
| جائزة ساسد-جائزة إستثنائية                | تيب توب للمخرج سيرج بوزون                          | فرنسا           |
| علامة أوروبا سينما (LEC)                  | العملاق الأناني للمخرج كليو بارنارد                | المملكة المتحدة |
| جائزة إيلي للفيلم القصير                  | داهوس للمخرج جون نيكولاو                           | البرتغال        |
| جائزة إيلي للفيلم القصير-جائزة إستثنائية  | ما يزيد قليلا عن شهر للمخرج أندري نوفايس أوليفييرا | البرازيل        |
| جائزة المدير الفني الذهبي (المدرب الذهبي) | جين كامبيون (مخرجة ومؤلفة)                         | نيوزيلندا       |

### جوائز أخرى
| الجوائز                                                                          | مقدمة إلى                                                                                                | البلد                            |
| -------------------------------------------------------------------------------- | --- | -------------------------------- |
| جائزة فيبراسي-المنافسة جائزة فيبراسي-أن سرتان ريغارد جائزة فيبراسي-خمسة عشر مخرج | حياة أديل للمخرج عبد اللطيف كشيش مخطوطات لا تحرق للمخرج محمد روسولوف الخراب الأزرق للمخرج جيريمي سولنييه | فرنسا · إيران · الولايات المتحدة |
| جائزة لجنة التحكيم المسكونية                                                     | الماضي للمخرج أصغر فرهادي                                                                                | إيران                            |
| جائزة لجنة التحكيم المسكونية-جائزة إستثنائية                                     | مثل الأب، مثل الإبن للمخرج هيروكازو كوريدا                                                               | اليابان                          |
| جائزة التربية و التعليم                                                          | |                                  |
| كوير بالم                                                                        | الغرباء على بحيرة للمخرج ألان غيرودي                                                                     | فرنسا                            |
| جائزة فرنسوا شاليه                                                               | جراند سنترال للمخرجة ريبيكا زلوتوفسكي                                                                    | فرنسا                            |
| كأس شوبارد-صنف النساء كأس شوبارد-صنف الرجال                                      | بلانكا سواريز جيريمي إفرين                                                                               | إسبانيا · المملكة المتحدة        |
| سعفة الكلب                                                                       | بايبي بوي في فيلم حياتي مع ليبيراس                                                                       | الولايات المتحدة                 |

## روابط خارجية
- الموقع الرسمي لمهرجان كان السينمائي